# Gnetum urens
Gnetum urens är en kärlväxtart som först beskrevs av Jean Baptiste Christophe Fusée Aublet, och fick sitt nu gällande namn av Carl Ludwig von Blume. Gnetum urens ingår i släktet Gnetum och familjen Gnetaceae. Inga underarter finns listade i Catalogue of Life.